# Parche no oficial
Un parche no oficial es un parche no comercial para un software, creado por una comunidad de usuarios en lugar del desarrollador original. Similar a un parche ordinario, arregla errores o deficiencias. Los parches no oficiales no suelen cambiar el uso previsto del software, a diferencia de otras adaptaciones de software de terceros, como modificaciones o cracks.

## Motivación
Una motivación común para la creación de parches no oficiales es la falta de soporte técnico por parte del desarrollador o proveedor del software original. Las razones pueden incluir:
- El producto de software alcanzó su final de vida[1] definido y / o fue reemplazado por un producto sucesor (obsolescencia programada)[2]
- El software fue diseñado originalmente para operar en un entorno sustancialmente diferente y puede requerir mejora / optimización (portabilidad)
- El desarrollador ha cerrado su negocio y ya no está disponible (abandonware)[3]
- El apoyo a un producto oficial no es económicamente viable (por ejemplo, localización para mercados pequeños)
- Una solución rápida para un problema de tiempo crítico (por ejemplo , agujeros de seguridad) cuando uno oficial tarda demasiado[4][5][6]
- El desarrollador oficial no puede hacer frente a los problemas[7]

## Tipos
Los parches no oficiales a veces también se denominan parches de fans o parches de la comunidad, y generalmente están destinados a reparar errores no resueltos y proporcionar correcciones de compatibilidad técnica, por ejemplo, para sistemas operativos más nuevos, resoluciones de pantalla aumentadas o nuevos formatos de pantalla.
Si bien los parches no oficiales son más comunes para el PC, también se pueden encontrar para videojuegos de consola, por ejemplo, en el contexto de la comunidad de emulación.

### Traducciones
Los parches no oficiales no se limitan a arreglos técnicos; Las traducciones de fans de un software, especialmente videojuegos, a menudo se crean si el software no se ha lanzado localmente. Estas fan translations son más comunes para juegos de rol japoneses ya que a menudo no están localizados para los mercados occidentales.
Otra variante de los parches no oficiales son los parches tipo slipstream que combinan parches oficiales cuando los parches individuales solo están disponibles en línea o como pequeñas actualizaciones incrementales.

## Métodos
El caso más común es que el código fuente y las herramientas de desarrollo originales no están disponibles para el software. Por lo tanto, el binario del software defectuoso debe analizarse en tiempo de ejecución mediante ingeniería inversa y depuración. Si se encuentra el problema, se debe aplicar una solución al programa. A veces, solo se requieren pequeños cambios en los  archivos de configuración o en el registro, otras veces se requieren hacks binarios en el ejecutable en sí para corregir los errores. Si se dispone de un kit de desarrollo de software (por ejemplo, para modificaciones), se pueden desarrollar fácilmente arreglos para el contenido; de lo contrario, la comunidad necesitaría crear sus propias herramientas. Estas correcciones generalmente se empaquetan en parches desplegables por el usuario (por ejemplo, con NSIS, Innosetup).
Si el código fuente está disponible, se puede proporcionar soporte de la manera más eficaz. A veces, el código fuente se publica intencionalmente, a veces se filtra o se publica por error, como lo que sucedió con el motor de videojuego de la serie Thief. A veces, los fans incluso realizan ingeniería inversa del código fuente del programa binario original. Con el código fuente disponible, es incluso posible el soporte de plataformas completamente diferentes pero recientes mediante la creación de porteos a partir del código fuente.

## Ley
Si bien ningún caso judicial ha abordado directamente las ramificaciones legales de los parches no oficiales, se han juzgado casos similares por cuestiones relacionadas. El caso de Galoob v. Nintendo  encontró que no era una infracción de derechos de autor por parte de un usuario aplicar un parche no autorizado a un sistema (Aunque el alcance era muy específico para el Game Genie). Por otro lado, el caso Micro Star v. FormGen Inc.   encontró que los mapas generados por el usuario eran trabajos derivados del juego original. En Sega v. Accolade, el Noveno Circuito sostuvo que hacer copias en el curso de ingeniería inversa es un uso justo, cuando es la única forma de acceder a las "ideas y elementos funcionales" en el código con derechos de autor, y cuando "existe una razón legítima por buscar tal acceso ". De acuerdo con la ley de Copyright de los Estados Unidos 17 US Code § 117, el propietario de una copia de un programa puede modificarlo según sea necesario para "Mantenimiento o Reparación", sin permiso del titular de los derechos de autor; una argumentación también planteada por el profesor Daniel J. Bernstein de la Universidad de Illinois en Chicago.
También se otorgan derechos de usuario similares de acuerdo con las leyes europeas de derechos de autor. La cuestión de si los cambios no autorizados de software protegido por derechos de autor obtenido legalmente califican como uso justo es un área de la ley sin resolver. Un artículo de observaciones del bufete de abogados Helbraun comenta que, en el contexto de traducciones de fans, mientras que la redistribución de juegos completos con adaptaciones muy probablemente no esté incluido en el uso justo, la distribución de las modificaciones como un parche podría ser legalmente permitido; sin embargo, esa conclusión no ha sido probada en los tribunales.

## Recepción
La recepción de parches no oficiales es mixta, pero en general, los titulares de los derechos de autor son ambivalentes. Cuando el software no se considera comercialmente viable, el titular de los derechos de autor ignora los parches no oficiales, ya que no se considera una fuente de ingresos perdidos. Rara vez ha habido casos de cartas de cese y desistimiento enviadas a proyectos no oficiales de parches y de traducciones.
A veces, el titular de los derechos de autor apoya activamente los esfuerzos de parcheo y reparación de una comunidad de software, veces incluso liberando el código fuente bajo una licencia de software que permite a la comunidad de software el soporte continuo del software por sí mismos. Los ejemplos de dicho software se encuentran en la Lista de videojuegos comerciales con código fuente publicado posteriormente.
El movimiento del software libre y de código abierto se fundó en la década de 1980 para resolver el problema subyacente de los parches no oficiales, la posibilidad limitada de autoasistencia del usuario en software distribuido solo en binario debido a la falta del código fuente. El software libre y de código abierto exige del software distribuido la disponibilidad del código fuente, lo que evita los problemas técnicos y las incertidumbres legales de la aplicación de parches de usuario binario en el software propietario.

## Ejemplos en videojuegos
| Computer game                                              | Type |
| ---------------------------------------------------------- | --- |
| Anachronox                                                 | Parche de arreglo de errores                                                                                     |
| Arcanum: Of Steamworks and Magick Obscura                  | Parche de arreglo de errores, traducción                                                                         |
| Battlezone II                                              | Parche de arreglo de errores                                                                                     |
| Civilization IV                                            | Arreglo de errores y extensiones, (con el código fuente SDK y archivos accesibles de configuración XML y Python) |
| Civilization V                                             | Arreglo de errores y extensiones (basado en el código fuente)                                                    |
| Chrono Trigger                                             | Traducción, parche de arreglo de errores                                                                         |
| Command & Conquer                                          | Parche de arreglo de errores, arreglos de resolución, añadido soporte para packs de lenguaje                     |
| The Elder Scrolls Daggerfall                               | Parche de arreglo de errores, traducción                                                                         |
| Dark Souls II                                              | Arreglo de errores                                                                                               |
| Deadly Premonition: The Director's Cut                     | Arreglo de resolución                                                                                            |
| Ecco the Dolphin                                           | Arreglo de errores, ports para nuevos SOs                                                                        |
| E.T. the Extra-Terrestrial                                 | Arreglo de errores                                                                                               |
| Fallout 2                                                  | Parche de arreglo de errores, arreglos de resolución                                                             |
| Fallout 4                                                  | Parche de arreglo de errores                                                                                     |
| Freelancer                                                 | Parche de arreglo de errores                                                                                     |
| Galactic Civilizations II                                  | Correcciones de scripts, correcciones de fallos de base de datos, arreglos del motor                             |
| Gothic 3                                                   | Parche de arreglo de errores                                                                                     |
| Infinity Engine (Baldur's Gate series, Icewind Dale etc.)  | Parche de arreglo de errores, arreglos de resolución                                                             |
| IL-2 Sturmovik: Cliffs of Dover                            | Modificación de arreglos basada en código fuente (Después lanzado oficialmente como "Blitz Edition")             |
| Jagged Alliance 2 (now JA2-Stracciatella)                  | Parche de arreglo de errores, arreglos de resolución, ports                                                      |
| Legacy of Kain series                                      | Parche de arreglo de errores                                                                                     |
| LucasArts adventures (Monkey Island, Indiana Jones, etc.)  | Traducción |
| Master of Magic                                            | Parche hecho por fans                                                                                            |
| Master of Orion 3                                          | Traducción, arreglo de errores.                                                                                  |
| Minecraft                                                  | Arreglos hechos por fans implementados en los últimos parches                                                    |
| MVP Baseball 2005                                          | Arreglos, continuación de soporte                                                                                |
| Nier: Automata                                             | Arreglos de resolución, arreglo de rendimiento                                                                   |
| Nuclear Throne                                             | Arreglo de varios errores en el modo cooperativo y adición de cooperativo en línea.                              |
| Paradroid                                                  | Arreglo de errores, arreglos de velocidad                                                                        |
| The Elder Scrolls V: Skyrim                                | Parche de arreglo de errores, arreglo de traducción                                                              |
| Rollcage                                                   | Parche de arreglo de errores                                                                                     |
| Silent Hunter II / Destroyer Command                       | Parche de arreglo de errores (aprobado por Ubisoft con código fuente)                                            |
| Star Ocean                                                 | Traducción |
| Star Wars: Knights of the Old Republic II – The Sith Lords | Arreglo de errores, restauración de contenido, soporte de pantalla ancha                                         |
| Supreme Commander                                          | Arreglo de errores, multiplayer reemplazo de cliente y servidor (Emulador de servidor)                           |
| Dark Engine (Thief 1, Thief 2, System Shock 2)             | Parche de arreglo de errores                                                                                     |
| Titan Quest                                                | Parche de arreglo de errores                                                                                     |
| Ultima series                                              | Parche de arreglo de errores, traducción.                                                                        |
| Ultima IV: Quest of the Avatar                             | Parche de arreglo de errores, remasterización                                                                    |
| Vampire: The Masquerade – Bloodlines                       | Parche de arreglo de errores, restauración de contenido, soporte de pantalla ancha y SOs modernos                |
| Xenonauts                                                  | Parche de arreglo de errores y continuación de soporte                                                           |

## Ejemplos en software general
| Software                                            | Tipo |
| --------------------------------------------------- | --- |
| Drivers 3dfx                                        | Correcciones de controladores, continuación de soporte                                                                          |
| Adobe Acrobat                                       | Solución de seguridad rápida |
| Premio BIOS de las placas Socket 7                  | Soporte de 32 GB + HDD, soporte AMD K6-2 / 3 +                                                                                  |
| Java                                                | Solución de seguridad rápida |
| Windows 7, Windows 8                                | Desbloqueo del soporte de hardware                                                                                              |
| Windows 98                                          | Parche integrado, parche de corrección de errores, compatibilidad con discos duros Mayores de 137 GB, compatibilidad con API 2k |
| Windows XP                                          | Paquete de actualización |
| explorador de Internet                              | Solución de seguridad rápida |
| Controlador de dispositivo de chipset Nvidia nForce | Compatibilidad con chipsets más antiguos en sistemas operativos Windows más nuevos                                              |
| Palm Pre                                            | Ampliación de funcionalidad |
| Formato de metarchivo de Windows                    | Solución de seguridad rápida |
| Problema de URI de Windows                          | Solución de seguridad rápida |
| Mac OS X 10.3                                       | Parche de horario de verano |